# Ophiclinus gracilis
Ophiclinus gracilis är en fiskart som beskrevs av Waite, 1906. Ophiclinus gracilis ingår i släktet Ophiclinus och familjen Clinidae. Inga underarter finns listade i Catalogue of Life.